# Elecciones parlamentarias de Noruega de 1989
Las elecciones parlamentarias de Noruega fueron realizadas entre el 10 y 11 de septiembre de 1989. El Partido Laborista se posicionó como el partido político más grande del Storting, ganando 63 de los 165 escaños.
Los partidos no socialistas obtuvieron mayoría parlamentaria, y Jan P. Syse fue nombrado primer ministro en un gabinete minoritario de coalición, conformado por el Partido Conservador, el Partido Demócrata Cristiano, y el Partido de Centro. Este gabinete fue disuelto al año siguiente, luego de que el Partido de Centro rompiera relaciones con el Høyre, debido a una serie de discusiones sobre la integración de Noruega a la Unión Europea. Este conflicto fue aprovechado por el Partido Laborista, quienes lograron volver a gobernar 4 años después, tras las elecciones parlamentarias de 1993.

## Resultados
| Partido                                                   | Votos     | %    | Escaños | +/–   |
| --------------------------------------------------------- | --------- | ---- | ------- | ----- |
| Partido Laborista                                         | 907.393   | 34.3 | 63      | –8    |
| Partido Conservador                                       | 588.682   | 22.2 | 37      | –13   |
| Partido del Progreso                                      | 345.185   | 13.0 | 22      | +20   |
| Partido de la Izquierda Socialista                        | 266.782   | 10.1 | 17      | +11   |
| Partido Demócrata Cristiano                               | 224.852   | 8.5  | 14      | –2    |
| Partido de Centro                                         | 171.269   | 6.5  | 11      | –1    |
| Venstre                                                   | 84.740    | 3.2  | 0       | 0     |
| Listas del Condado por el Medio Ambiente y la Solidaridad | 22.139    | 0.8  | 0       | Nuevo |
| Partido del Medio Ambiente y Los Verdes                   | 10.136    | 0.4  | 0       | Nuevo |
| Detener la Inmigración                                    | 8.963     | 0.3  | 0       | Nuevo |
| Futuro para Finnmark                                      | 8.817     | 0.3  | 1       | Nuevo |
| Partido de los Pensionados                                | 7.863     | 0.3  | 0       | 0     |
| Liberales - Partido de Europa                             | 470       | 0.0  | 0       | Nuevo |
| Futuro Común                                              | 313       | 0.0  | 0       | Nuevo |
| Votos en blanco/nulos                                     | 5.569     | –    | –       | –     |
| Total                                                     | 2.653.173 | 100  | 165     | +8    |
| Participación electoral                                   | 3.190.311 | 83.2 | –       | –     |
| Fuente: Nohlen & Stöver                                   |           |      |         |       |